# Himmel auf
Himmel auf ist das vierte Studioalbum der deutschen Band Silbermond. Die gleichnamige erste Single erschien am 3. Februar, das Album am 23. März 2012.

## Hintergrund
Nachdem Silbermond 2010 die Single Session Session Session Session Session Session veröffentlicht hatte, die in den deutschen Charts Platz 48 belegte, wurde es still um die Band. Anfang 2012 wurde bekanntgegeben, dass im März ein neues Album erscheinen solle. Wie auch schon bei den drei ersten Alben schrieb die Band alle Texte selbst. Produziert wurde das Album von Bernd Wendlandt, Ingo Politz und Thomas Stolle.

## Titelliste
| #   | Titel                      | Länge |
| --- | -------------------------- | ----- |
| 1.  | Unter der Oberfläche       | 3:46  |
| 2.  | Gegen                      | 3:05  |
| 3.  | Himmel auf                 | 3:20  |
| 4.  | Wofür                      | 4:22  |
| 5.  | Ja                         | 5:09  |
| 6.  | Teil von mir               | 3:54  |
| 7.  | Irgendwo in der Mitte      | 4:24  |
| 8.  | Für dich schlägt mein Herz | 3:35  |
| 9.  | Weiße Fahnen               | 4:34  |
| 10. | Ans Meer                   | 3:27  |
| 11. | Es geht weiter             | 4:06  |
| 12. | Waffen                     | 3:49  |
| 13. | Du fehlst hier             | 3:37  |
| 14. | Das Gute gewinnt           | 3:38  |

## Singleauskopplungen
Als erste Single wurde am 3. Februar 2012 der Song Himmel auf ausgekoppelt. Zu diesem Lied drehte Silbermond einen Videoclip, der eine Länge von etwa 14 Minuten hat. Die Single erreichte in Deutschland Platz fünf, in Österreich Rang sechs und in der Schweiz Position 24.
Als zweite Single wurde am 6. Juli 2012 FDSMH (Für dich schlägt mein Herz) ausgekoppelt. Auch diese Single konnte sich sofort nach Veröffentlichung in den deutschen Charts platzieren. Am 19. Oktober wurde Ja als dritte Single veröffentlicht.

## Albumrezension
Christoph Dorner von Laut.de sagte über das Album, dass Silbermond hier zum ersten Mal etwas weniger wie „Ossis“ und etwas mehr wie Coldplay klinge und vergab zwei von fünf Sternen.